# Coop Nord
Coop Nord är en svensk konsumentförening med huvudkontor i Umeå som driver butiker i Västerbottens län, Västernorrlands län och Jämtlands län.
Konsum Nord bildades den 1 januari 1994 genom sammanslagning av Konsumentföreningen Västerbotten och Konsumentföreningen Västernorrland. År 2003 uppgick även Konsum Örnsköldsvik och Konsum Timrå i Konsum Nord. Den 1 januari 2005 gick man ihop med Tåsjö konsumtionsförening som hade två butiker (Tåsjö och Norråker). Under 2005 uppgick även Konsum Jämtland i Konsum Nord. Följande år bytte skyltades butikerna om till Coop:s koncept. Den 1 oktober 2011 bytte även föreningen namn och Konsum Nord blev Coop Nord.